# 波多黎各 (科罗拉多州)
波多黎各（英語：Rico），是美国科罗拉多州多洛雷斯县下属的一座城市。建市于1880年2月25日，面积大约为0.757平方英里（1.96平方公里）。根据2010年美国人口普查，该市有人口265人。2011年估计该市有人口264人，相比2010年人口增长率为-0.38%。同时，论人口该市是科罗拉多州第224大城市。